# アントニオ・ビオスカ
アントニオ・ビオスカ・ペレス（Antonio Biosca Pérez、1948年12月8日 - ）は、スペイン・アンダルシア州アルメリア出身の元同国代表サッカー選手。ポジションはDF。

## 経歴
アンダルシア州のアルメリアに生まれ、1968年にカルボ・ソテロでプロデビューを果たした。1970-71シーズン、開幕から4試合はカルボ・ソテロの選手としてプレーしたが、その後にレアル・ベティスへと移籍した。加入後2シーズン目にセグンダ・ディビシオンへとベティスは降格したが、セグンダでのシーズンからビオスカはベティスでのレギュラーに定着した。1976-77シーズンにはコパ・デル・レイ優勝を経験し、同シーズン中にスペイン代表デビューも果たした。
1978年、スペイン代表として1978 FIFAワールドカップに出場したが、グループステージの2試合のみの出場に終わった。

## タイトル

### クラブ
レアル・ベティス
- コパ・デル・レイ : 1回 (1976-77)
- セグンダ・ディビシオン : 1回 (1973-74)